# Vũ Lăng Nguyên
Vũ Lăng Nguyên (chữ Hán giản thể: 武陵源区) là một quận thuộc địa cấp thị Trương Gia Giới tỉnh Hồ Nam Cộng hòa Nhân dân Trung Hoa. Quận này có diện tích 397 ki-lô-mét vuông, dân số 44.000 người. Về mặt hành chính, quận này được chia thành 1 nhai đạo, 1 trấn, 2 hương và 1 hương dân tộc, 1 xứ quản lý.
- Nhai đạo: Quân Địa Bình.
- Trấn: Thiên Tử Sơn.
- Hương: Hiệp Hợp, Trung Hồ.
- Hương dân tộc Thổ Gia Tác Khê Dục.
- Xứ quản lý công viên lâm viên quốc gia Trương Gia Giới.

Tại đây, có Khu thắng cảnh Vũ Lăng Nguyên nổi tiếng.